# 张含英

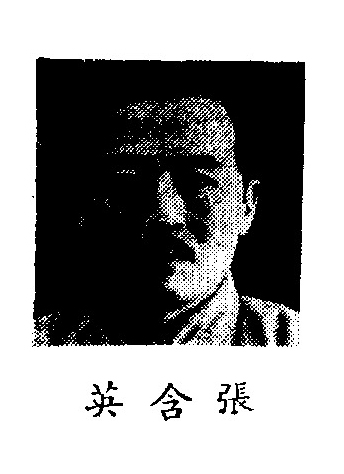

张含英（1900年5月10日—2002年12月6日），字华甫，男，山东菏泽人，中国水利学家，是中国近代水利事业的主要开拓者之一。曾任国立北洋大学校长。

## 生平
张含英出生于山东菏泽县，1918年考入北洋大学土木工程系。次年，因参与五四运动而被开除。同年，转入北京大学物理系就读。1921年赴美国伊利诺伊大学土木系留学。毕业后又进入康奈尔大学学习，1925年获土木工程硕士学位。同年回国，此后历任青岛大学教授、北宁铁路局葫芦岛港务处主任工程司，华北水利委员会课长兼北方大港筹备处主任工程司，黄河水利委员会委员、秘书长、总工程师，全国经济委员会水利处副处长，经济部技正，湘桂水道工程处处长兼总工程师等职。1939年代理扬子江水利委员会委员长。1941年出任黄河水利委员会委员长。1943年至1948年间担任中央设计局设计委员，兼水利组组长。1948年至1949年出任北洋大学校长。1944年至1949年间还在国立中央大学兼任水利系教授。
中华人民共和国成立后，张含英于1950年至1979年间长期担任中华人民共和国水利部（后曾改为中华人民共和国水利电力部）副部长兼技术委员会主任。1979年从副部长任上退下，出任水利部顾问。此外，张含英还是第一至三届全国人大代表，第五、六届全国政协常委，并曾任中国水利学会理事长、名誉理事长。他于2002年12月6日在北京逝世，享年102岁。